# Groupe compact de Hickson 94
Le groupe compact de Hickson 94 comprend sept galaxies situées dans la constellation de Pégase. La distance moyenne entre ce groupe et la Voie lactée est de 178,8 ± 12,6 Mpc (∼583 millions d'al) où incertitude est égale à la moyenne des incertitudes. Si on considère les incertitudes des distances des galaxies, le groupe compact de Hickson 94 pourrait fort bien fomer un groupe réel de galaxies, ce qui n'est pas le cas pour tous les groupes par Paul Hickson dans son article publié en 1982.   

## Membres
Le tableau ci-dessous liste les sept galaxies du groupe compact de Hickson 94, groupe décrit pas un article publié par Hickson.  
| Nom       | Désignations HCG | Classification | Type         | α (J2000.0)      | δ (J2000.0)     | Vitesse radiale (km/s) | Magnitude apparente | Distance (Mpc) | Diamètre (kal) |
| --------- | ---------------- | -------------- | ------------ | ---------------- | --------------- | ---------------------- | ------------------- | -------------- | -------------- |
| PGC 70934 | HCG 94A          | E1?            | Elliptique   | 23h 17m 13.5487s | 18° 42′ 29.312″ | 11413 ± 19             | 14,0                | 168,3 ± 11,8   | 179            |
| PGC 70933 | HCG 94B          | S0^0^ pec      | Lenticulaire | 23h 17m 11.9638s | 18° 42′ 04.306″ | 12105 ± 23             | 13,8                | 173,2 ± 12,1   | 302            |
| PGC 70943 | HCG 94C          | S0             | Lenticulaire | 23h 17m 20.2368s | 18° 44′ 05.514″ | 11919 ± 25             | -14,6               | 170,4 ± 12,0   | ?              |
| PGC 70936 | HCG 94D          | S0             | Lenticulaire | 23h 17m 15.1816s | 18° 42′ 42.546″ | 13028 ± 24             | -21,6               | 175,4 ± 12,5   | 102            |
| PGC 70937 | HCG 94E          | Sd             | Spirale      | 23h 17m 15.4173s | 18° 43′ 39.314″ | 12262 ± 102            | -19,9               | 175,5 ± 12,5   | 203            |
| PGC 70939 | HCG 94F          | S0             | Lenticulaire | 23h 17m 18.4765s | 18° 44′ 22.459″ | 13056 ± 4              | -20,2               | 187,2 ± 13,1   | 203            |
| PGC 70941 | HCG 94G          | S0             | Lenticulaire | 23h 17m 19.9144s | 18° 44′ 58.099″ | 13200 ± 114            | -19,8               | 187,2 ± 13,1   | 203            |

Sauf indication contraire, les données proviennent du site NASA/IPAC.